# Namea brisbanensis
Namea brisbanensis är en spindelart som beskrevs av Raven 1984. Namea brisbanensis ingår i släktet Namea och familjen Nemesiidae.
Artens utbredningsområde är Queensland. Inga underarter finns listade i Catalogue of Life.